# Гудзонский волк
Гудзонский волк (лат. Canis lupus hudsonicus) — светлоокрашенный волк средней величины, на зиму линяющий в белый цвет. Его иногда называют тундровым волком. Гудзонский волк обитает к западу и северу от Гудзонова залива. Волк ведёт кочевой образ жизни, мигрируя вслед за стадами оленей карибу.